# Lamprosema ptyonota
Lamprosema ptyonota là một loài bướm đêm trong họ Crambidae.